# Antal Bolvári
Antal Bolvári (né le 6 mai 1932 à Kaposvár et mort le 8 janvier 2019 à Budapest) est un joueur de water-polo hongrois.

## Biographie
Il est sacré champion olympique à deux reprises, en 1952 et en 1956, marquant notamment un but en demi-finale des Jeux de 1956 contre l'Union soviétique, dans un match qui sera surnommé le Bain de sang de Melbourne.
Bolvári est l'un des nombreux sportifs hongrois à fuir le pays après les Jeux de Melbourne, s'installant en Australie pour cinq ans. A son retour en Hongrie, il évolue dans les clubs du Vasas SC, du Spartacus et du Ferencvárosi TC.
Il entraîne par la suite le Spartacus et le Budapest Honvéd, ainsi que la sélection nationale hongroise junior. Au début des années 1980, il est sélectionneur assistant de l'équipe de Hongrie de water-polo masculin.